# Ерлянь (станція)

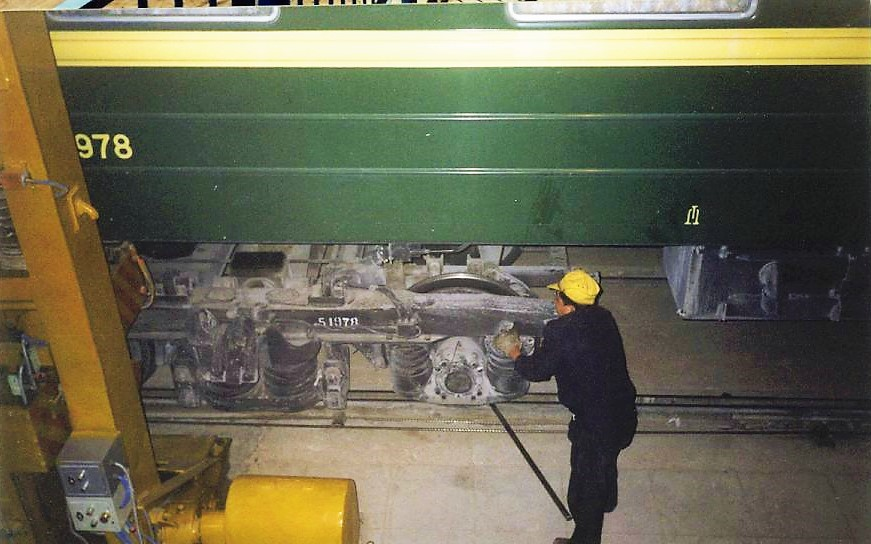
Заміна коліс вагонів на станції Ерлянь

Ерлянь (кит. 二连站, пін. Èrlián Zhàn; монг. Эрээн) — прикордонна залізнична станція в КНР, розміщена на Цзінін-Ерляньській залізниці, кінцевий пункт Шилін-Хото-Ерлянської залізниці. Пункт переходу на китайсько-монгольському кордоні (на іншому боці кордону — станція Дзамин-Уд). 
Станція зміни колісних пар.
Розташована в місті Ерен-Хото.